# هيو موريسون
هيو موريسون هو سياسي كندي، ولد في 16 ديسمبر 1892، وتوفي في 9 يناير 1957.